# Enrique Mihura
Enrique Fermín Mihura (Paraná, 7 de junio de 1895 - Córdoba, 13 de septiembre de 1951) fue un político y abogado argentino, que ocupó el cargo de Gobernador de Entre Ríos entre julio de 1939 y junio de 1943, cuando es derrocado por la Revolución del 43.

## Biografía
Perteneció a una destacada familia entrerriana, siendo hijo de Juan J. Mihura y Dolores Campdesuñe. Se casó con Evangelina Parera Denis, con quien tuvo dos hijos.
Adhirió a la corriente antipersonalista del radicalismo al igual que su tíos Emilio -Ministro de Agricultura y Ganadería del Presidente Marcelo T. de Alvear entre 1925 y 1928- y Ramón, gobernador de la Provincia de Entre Ríos entre 1922 y 1926.

### Diputado Nacional por Entre Ríos (1928-1930) / (1936-1939)
En las Elecciones legislativas de 1928, fue candidato a Diputado Nacional por la Unión Cívica Radical, resultando electo con 56.768 votos, junto a Víctor Etcheverry (56.761 votos); y Herminio Quirós (41.586 votos).
Una de las primeras iniciativas que impulsó como integrante de la Cámara Baja del Congreso Nacional, fue un proyecto de ley de Intervención Federal sobre la Provincia de Entre Ríos, por entonces gobernada por Eduardo Laurencena. El proyecto de Mihura se basaba en otro del mismo tenor, presentado en agosto de 1927 por los Diputados Carmelo Astesiano y Ambrosio Artusi, y entre sus fundamentos se lee:

«[...] Sólo diremos, reiterando juicios ya formulados, que el sistema republicano de gobierno está profundamente subvertido en la provincia y que no debe demorarse por más tiempo la efectividad de la garantía federal, so pena de que perdure y se afiance un estado de cosas que entraña una situación de fuerza y perversión incompatible con el espíritu de nuestras instituciones fundamentales y con el concepto reparador de la magna era a que estamos abocados»

En septiembre del mismo año, el proyecto obtuvo media sanción de la Cámara de Diputados, pero luego fue rechazado en el Senado de la Nación.
El mandato de Mihura -que expiraba en 1932- terminó abruptamente dos años antes, como consecuencia de la disolución del Congreso Nacional decretada por la dictadura surgida del Golpe de Estado del 6 de septiembre de 1930.
En las Elecciones legislativas de 1936, Mihura volvió a ser elegido Diputado Nacional por la Provincia de Entre Ríos, con el 50,67% de los votos.
Durante su segunda gestión como diputado Nacional, impulsó la pavimentación de la carretera que une Santa Fe con Colastiné (trayecto que actualmente comprende la Ruta Nacional 168), con el fin de reducir el tiempo que demandaba el recorrido de 26 km de las balsas automóviles para vehículos que, desde 1929, unían ambas márgenes del Río Paraná. 30 años más debieron transcurrir hasta materializarse la esperada comunicación terrestre de la Provincia de Entre Ríos con el resto del país, con la inauguración del Túnel subfluvial Raúl Uranga-Carlos Sylvestre Begnis en diciembre de 1969. Mihura, que falleció en 1951, no pudo asistir a la concreción de esa histórica aspiración.
En mayo de 1938, Mihura presentó junto a otros Diputados del radicalismo, un proyecto de Ley para declarar la nulidad de la elección de Diputados Nacionales de marzo de 1938 en el distrito de Entre Ríos. En dichos comicios habían sido elegidos Diputados Nacionales Juan Francisco Morrogh Bernard y Justo G. Medina -del oficialista Partido Demócrata Nacional- y Carlos Irigoyen, de la Unión Cívica Radical. Mihura y sus colegas fundaban el pedido de nulidad en la convicción de que la dispar performance electoral de la Unión Cívica Radical y del Partido Demócrata Nacional, observable entre las Elecciones presidenciales de 1937 respecto de las Elecciones Legislativas de 1938, era producto del fraude. Esta situación también quedaba en manifiesto si se comparaban los resultados de la Elección legislativa provincial con los de la Elección legislativa nacional de 1938 -desarrolladas el mismo día- que daban cuenta de que en los cinco Departamentos donde se desarrollaron simultáneamente ambas elecciones, el radicalismo triunfó a nivel provincial por un número mayor de votos respecto al nivel nacional.

### Gobernador de la Provincia de Entre Ríos (1939-1943)
En mayo de 1939, Mihura presentó su renuncia al cargo de Diputado Nacional para asumir como Gobernador de la Provincia de Entre Ríos. Su postulación como gobernador, junto con Cipriano Marcó como vice, había sido resistida por algunos sectores yrigoyenistas que decidieron apoyar a la fórmula del Partido Demócrata Nacional, integrada por Pedro Radío y Gregorio Morán.
Durante su gestión prohibió las persecuciones por motivos raciales, políticos o religiosos, penalizando a partidos que los pregonasen, en el marco de una creciente actividad pública de grupos nazistas, fascistas, franquistas y nacionalistas en la Provincia de Entre Ríos.

## Golpe de junio de 1943
El 04 de junio de 1943 un levantamiento militar encabezado por los generales Arturo Rawson, Elbio Anaya y Pedro Pablo Ramírez desplazó al presidente constitucional Ramón Castillo. El 11 del mismo mes, el Gobierno provisional encabezado por el general Ramírez dictó un decreto por el que se dispuso la intervención federal de la Provincia de Entre Ríos. 
En la noche del 11 de junio, poco después de las 22 horas, el Gobernador Mihura -que se encontraba en su Despacho de la Casa de Gobierno junto a sus Ministros, colaboradores y algunos amigos- recibe el llamado telefónico del Comandante de la 3a. División del Ejército, general Juan Carlos Sanguinetti quien le informó del Decreto de Intervención y le demanda la inmediata entrega del Gobierno.
Quienes rodeaban al Gobernador, le oyeron expresarse así:

«Estoy enterado General... Lamento que sea usted quien tenga que cumplir esa ingrata misión... Yo no entrego el Gobierno, General... No. Pero debo decirle que las puertas de la Casa de Gobierno estarán cerradas. Para que usted entre, tendrán que echarlas abajo... No; no estoy ofuscado... Yo no sé como lo hará. Búsquese un cerrajero o un hachero... No tema eso General. No se disparará un sólo tiro. Pero tendrán que echar abajo las puertas. Será una resistencia simbólica. No puedo hacer otra cosa... Yo no sé lo que hará el pueblo. No respondo ya del pueblo. No le entrego el Gobierno, General. Usted me quita el Gobierno. Yo estoy solo y no voy a hacer más resistencia que la que le he indicado... Ya que me habla en tono amistoso, aprovecho para decirle que lo que más me duele, es que han acollarado a Entre Ríos con Buenos Aires, es decir, la decencia con la deshonestidad, con el fraude, con la inmundicia... Yo he reflexionado, ahora reflexione usted... Usted cumple una orden y yo cumplo un deber... No me hable de formalidad, General. No han llenado ninguna formalidad. Esto es un atropello... No, así no se consolida la paz de los argentinos. Así se nos lleva al caos. Vienen para el país, días sombríos... Muy bien, haga usted lo que quiera. Mi decisión es esa... Hasta mañana, General»
Enrique Mihura

Una vez finalizada la conversación telefónica, el Gobernador ordenó el cierre de todas las puertas de acceso a la Casa de Gobierno, mientras el Ejército se predisponía al asalto del Palacio. 
Hacia medianoche -y contando en sus manos con un nuevo ultimátum del Gral. Sanguinetti para que abandone su cargo- el Gobernador Mihura dictó y firmó su último Decreto, el que reza:

«Vista la comunicación telegráfica del señor Ministro del Interior, en la que transcribe el decreto dictado por el señor Presidente de la Nación, en el día de la fecha declarando intervenida la provincia de Entre Ríos, 

EL GOBERNADOR DE LA PROVINCIA
D E C R E T A
Art. 1°.- Dése a publicidad la siguiente comunicación que dirige en la fecha al Señor Presidente del Gobierno Provisional de la Nación:
Con tristeza me entero de que el Gobierno Provisional, ha resuelto avasallar la autonomía de Entre Ríos, por la deleznable y efímera razón de la fuerza.
Opositor franco y leal al Gobierno depuesto, surgido del fraude electoral, soporté con paciencia, pero con dignidad bien acreditada, su sistemática hostilidad, fomentada por el grupo que acaudilla el partido Demócrata Nacional en esta Provincia.
El expresidente  Castillo, exaltado a la categoría de símbolo y programa, volcó en Entre Ríos, todo el peso político y financiero de la Nación, para servir su ambición de apoderarse de este honrado Gobierno. No lo consiguió. El pueblo de Urquiza, sobreponiéndose a intereses menguados, impuso en justas electorales, controladas y juzgadas por todo el país, su voluntad clara y limpia de continuar bajo la égida de Gobierno responsables y celosos guardadores de una tradición de honradez administrativa y respeto a las libertades públicas.
Usted en cambio, Jefe de Estado surgido de un movimiento determinado por la necesidad de restablecer en los dominios de la Nación y de muchas provincias, la verdad democrática y la decencia administrativa, cae en la paradojal actitud de echar por tierra lo que ha servido de móvil para esta revolución que, por lo que se ve, tendrá que lamentar amargamente el país.
Para colmo y trágica ironía, Ud. ha confundido la dignidad del Gobierno de Entre Ríos, con la indignidad de algún otro, ejemplo de fraude, de arbitrariedad y de indecoro.
El pueblo, "fuente de toda soberanía", nos juzgará a los dos, ambos hijos de esta tierra libre y fecunda de Francisco Ramírez y de Justo José de Urquiza.

Art. 2°.- Comuníquese, etc.
MIHURA - Alfredo Giandana - Antonio Tardelli»

Poco tiempo después, las tropas del Ejército -que ya se habían hecho del control de la Jefatura de la Policía de Entre Ríos adyacente a la Casa de Gobierno- lograron derribar parcialmente una de las grandes puertas laterales del Palacio que da a calle Córdoba, y se dirigieron hasta la Sala de los Gobernadores; lugar en el que el Gobernador junto a su comitiva, se encontraba entonando las estrofas del Himno Nacional Argentino.
Disuadido por las armas que portaban los asaltantes, Mihura despidió a sus colaboradores y amigos, y se atrincheró en su despacho junto a sus dos Ministros, a la espera del arribo del Gral. Sanguinetti. Éste se apersonó momentos después y ordenó el traslado de Mihura y sus Ministros al Comando de la 3a. División del Ejército, tras la recurrente negativa del Gobernador a formalizar la entrega del Gobierno en un acta. Detenidos y puestos a disposición del Poder Ejecutivo Nacional, Mihura, Giandana y Tardelli fueron liberados al mediodía del 12 de junio.